# Sarah Bettles
Sarah Louise A. Bettles, född 16 oktober 1992, är en brittisk bågskytt. Hon deltog vid olympiska sommarspelen 2020.